# Nekrolog 2. Quartal 1989
Nekrolog
◄◄
| ◄
| 1985
| 1986
| 1987
| 1988
| 1989 | 1990 | 1991 | 1992 | 1993 | ► | ►►
1. Quartal |
2. Quartal |
3. Quartal |
4. Quartal 1989
Weitere Ereignisse | Allgemeiner Nekrolog 1989
Die Beschreibung der verstorbenen Person sollte so kurz wie möglich gehalten sein und nur deren signifikante Tätigkeit(en) enthalten.
Neue Namen ggf. auch unter dem Geburts- und Sterbedatum, also etwa unter 1. Januar und im Geburts- und Sterbejahr (2024) eintragen (nur bei entsprechender großer Wichtigkeit). Für Beispiele siehe die schon vorhandenen Artikel.
Außerdem über die fünf zuletzt Verstorbenen, zu denen es einen ausreichend guten Artikel für eine Präsentation auf der Hauptseite gibt, nach der todesbedingten Überarbeitung der Artikel ggf. auch unter Wikipedia Diskussion:Hauptseite informieren und sie am besten auch in den anderen Wikipedia-Sprachversionen eintragen. Tipp: Regelmäßig bei news.google.de nach „ist tot“, „gestorben“ oder „verstorben“ suchen.
Wenn eine Person gestorben ist, gibt es viele Seiten zu dieser Person in der Wikipedia, die davon auch betroffen sind und entsprechend aktualisiert werden müssen. Beispiele: Namenübersichtsseite, Geburtsjahr, Geburtsort-Seiten und viele mehr.
Wie finde ich die betroffenen Seiten?
Im Suchfeld auf der linken Seite gibt man den Suchbegriff so ein: „Vorname Nachname“. Dann klickt man auf Volltext und alle Seiten mit entsprechendem Suchtext werden aufgerufen. Hier sieht man dann schnell, wo auch das Todesjahr Sinn macht oder sogar ein Teil des Artikels angepasst werden muss. Auch hilft das „Werkzeug“ auf der linken Seite sehr gut, um solche Seiten aufzufinden: „Links auf diese Seite“. Somit ist die Wikipedia wieder aktuell in allen Bereichen! Hinweis: bei Eintragung der Kategorie „Gestorben JAHR“ wird der Missbrauchsfilter 49 ausgelöst, was jedoch nicht schlimm ist. Siehe: Spezial:Missbrauchsfilter/49
Dies ist eine Liste von im zweiten Quartal 1989 verstorbenen bekannten Persönlichkeiten. Die Einträge erfolgen innerhalb der einzelnen Daten alphabetisch sortiert. Tiere sind im Nekrolog für Tiere zu finden.

## April
| Tag       | Name                                            | Beruf, bekannt als                                                                                              | Alter | Beleg |
| --------- | ----------------------------------------------- | --- | ----- | ----- |
| 1. April  | Ambroise Uma Arakayo Amabe                      | kongolesischer Geistlicher, Bischof von Isiro-Niangara                                                          |       |       |
| 1. April  | Richard Austin                                  | britischer Dirigent                                                                                             | 85    |       |
| 1. April  | Nikolaus Berwanger                              | deutscher Schriftsteller und Journalist                                                                         | 53    |       |
| 1. April  | Hans Fischli                                    | Schweizer Architekt, Maler und Bildhauer                                                                        | 79    |       |
| 1. April  | Nedda Harrigan                                  | US-amerikanische Schauspielerin                                                                                 | 89    |       |
| 1. April  | Paul Jappe                                      | US-amerikanischer American-Football-Spieler                                                                     | 91    |       |
| 1. April  | Lem Johnson                                     | US-amerikanischer Jazz- und Rhythm-and-Blues-Musiker (Tenorsaxophon, Klarinette und Gesang)                     | 79    |       |
| 1. April  | Erich Lüth                                      | deutscher Publizist und Politiker (DDP, RDP), MdHB                                                              | 87    |       |
| 1. April  | Jan Rajchman                                    | US-amerikanischer Elektroingenieur                                                                              | 77    |       |
| 1. April  | George Robledo                                  | chilenischer Fußballspieler                                                                                     | 62    |       |
| 1. April  | Clivia Vorrath                                  | deutsche Malerin und Kunsterzieherin                                                                            | 41    |       |
| 1. April  | Jimmy Zitano                                    | US-amerikanischer Jazzmusiker                                                                                   |       |       |
| 2. April  | Berthold Eitel                                  | evangelischer Theologe                                                                                          | 93    |       |
| 2. April  | Curt Ludwig                                     | deutscher Politiker (NSDAP), MdR, Polizeipräsident und SS-Führer                                                | 87    |       |
| 3. April  | Rob Pilatus                                     | Musiker und Mitglied von Milli Vanilli                                                                          | 33    |       |
| 3. April  | Mustafa Çağatay                                 | türkisch-zyprischer Politiker                                                                                   | 51    |       |
| 3. April  | Werner Labbé                                    | deutscher Maler, Illustrator und Grafiker                                                                       | 79    |       |
| 3. April  | Wastl Mariner                                   | österreichischer Alpinist                                                                                       | 80    |       |
| 3. April  | August Mietz                                    | deutscher Politiker                                                                                             | 91    |       |
| 3. April  | Otto Spatz                                      | deutscher Buchhändler, Verleger und Schriftsteller                                                              | 88    |       |
| 3. April  | Henning Teltz                                   | deutscher Wehrtechnik-Ingenieur                                                                                 | 83    |       |
| 3. April  | Friedrich Jobst Volckamer von Kirchensittenbach | deutscher General der Gebirgstruppe im Zweiten Weltkrieg                                                        | 94    |       |
| 3. April  | Norman Wooland                                  | britischer Theater- und Filmschauspieler                                                                        | 79    |       |
| 3. April  | Wilfried Zeller-Zellenberg                      | österreichischer Buchillustrator und Autor                                                                      | 79    |       |
| 4. April  | Keith Andrews                                   | britischer Kunsthistoriker                                                                                      | 68    |       |
| 4. April  | Dean Beard                                      | US-amerikanischer Rockabilly- und Rock’n’Roll-Musiker                                                           | 53    |       |
| 4. April  | Fritz Meerwein                                  | Schweizer Psychiater und Psychoanalytiker                                                                       | 66    |       |
| 4. April  | Roberto Nicolosi                                | italienischer Jazzmusiker                                                                                       | 74    |       |
| 4. April  | Baruch Harold Wood                              | englischer Schachmeister                                                                                        | 79    |       |
| 5. April  | Martin Bonhoeffer                               | deutscher Sozialpädagoge                                                                                        | 54    |       |
| 5. April  | Frank Foss                                      | US-amerikanischer Leichtathlet                                                                                  | 93    |       |
| 5. April  | Bill Gunn                                       | US-amerikanischer Schauspieler, Regisseur und Schriftsteller                                                    | 54    |       |
| 5. April  | Kurt Lischka                                    | deutscher SS-Obersturmbannführer und Gestapo-Chef                                                               | 79    |       |
| 5. April  | Karel Zeman                                     | tschechischer Filmregisseur                                                                                     | 78    |       |
| 6. April  | Tufton Beamish, Baron Chelwood                  | britischer Offizier und Politiker                                                                               | 72    |       |
| 6. April  | Elizabeth Becker-Pinkston                       | US-amerikanische Wasserspringerin und zweifache Olympiasiegerin                                                 | 86    |       |
| 6. April  | Torsten Billman                                 | schwedischer Grafiker, Maler und Buchillustrator                                                                | 79    |       |
| 6. April  | Marjorie Chambers                               | neuseeländische Krankenschwester                                                                                | 82    |       |
| 6. April  | Tapani Niku                                     | finnischer Skilangläufer                                                                                        | 94    |       |
| 6. April  | Michael Reusch                                  | Schweizer Turner                                                                                                | 75    |       |
| 6. April  | Erwin Petermann                                 | deutscher Museumsleiter                                                                                         | 84    |       |
| 6. April  | Peter Willmaser                                 | deutscher Maler und Grafiker                                                                                    | 47    |       |
| 7. April  | Cheng Nan-jung                                  | taiwanischer Verleger und Bürgerrechtler                                                                        | 41    |       |
| 7. April  | Evelyn Finley                                   | US-amerikanische Schauspielerin und Stuntfrau                                                                   | 73    |       |
| 7. April  | Willem van Kester                               | niederländischer Ordensgeistlicher, römisch-katholischer Bischof von Basankusu                                  | 83    |       |
| 7. April  | Horst Krüger                                    | deutscher Offizier in der Luftwaffe der Wehrmacht und der Luftwaffe der Bundeswehr                              | 72    |       |
| 7. April  | Basawon Singh                                   | indischer Unabhängigkeitsaktivist                                                                               | 80    |       |
| 8. April  | Kurt Behrend                                    | deutscher Politiker (SPD), MdA                                                                                  | 83    |       |
| 8. April  | Albert Bormann                                  | deutscher Politiker (NSDAP), MdR, Leiter der Privatkanzlei Hitlers                                              | 86    |       |
| 8. April  | Kurt Reinhard                                   | deutscher Politiker                                                                                             | 81    |       |
| 8. April  | Windsor Utley                                   | US-amerikanischer Maler, Musiker, Lehrer und Galerist                                                           | 68    |       |
| 8. April  | John Wyer                                       | britischer Motorsportingenieur und Rennleiter                                                                   | 79    |       |
| 9. April  | Karl Brenk                                      | deutscher Schauspieler                                                                                          | 84    |       |
| 9. April  | Josef Fuchs                                     | österreichischer Astronom und Funkamateur                                                                       | 85    |       |
| 9. April  | Gerhard Geyer                                   | deutscher Bildhauer und Grafiker                                                                                | 81    |       |
| 9. April  | Birger Holmqvist                                | schwedischer Eishockeyspieler                                                                                   | 88    |       |
| 9. April  | Friedrich Ritter                                | deutscher Botaniker                                                                                             | 90    |       |
| 9. April  | Albert Vigoleis Thelen                          | deutscher Schriftsteller und Übersetzer                                                                         | 85    |       |
| 9. April  | Moshe Ziffer                                    | israelischer Bildhauer                                                                                          | 86    |       |
| 10. April | Joan Barry                                      | britische Schauspielerin                                                                                        | 85    |       |
| 10. April | Mogens Brems                                    | dänischer Schauspieler                                                                                          | 77    |       |
| 10. April | Mario Chiari                                    | italienischer Ausstatter und Filmregisseur                                                                      | 79    |       |
| 10. April | George Genereux                                 | kanadischer Sportschütze                                                                                        | 54    |       |
| 10. April | Viktor Griessmaier                              | österreichischer Kunsthistoriker                                                                                | 86    |       |
| 10. April | Bessie Griffin                                  | US-amerikanische Gospelsängerin                                                                                 | 66    |       |
| 10. April | Nikolai Grigorjewitsch Grinko                   | ukrainisch-sowjetischer Schauspieler                                                                            | 68    |       |
| 10. April | Takehiro Irokawa                                | japanischer Schriftsteller                                                                                      | 60    |       |
| 10. April | Harro von Zeppelin                              | deutscher Landwirt, Ministerialbeamter und Manager                                                              | 85    |       |
| 11. April | Orhon Murat Arıburnu                            | türkischer Film- und Theaterregisseur, Schauspieler und Schriftsteller                                          |       |       |
| 11. April | Francis H. Griswold                             | US-amerikanischer Offizier                                                                                      | 84    |       |
| 11. April | Emil Grosswald                                  | US-amerikanischer Mathematiker                                                                                  | 76    |       |
| 11. April | Balthasar Niederkofler                          | österreichischer Skilangläufer                                                                                  | 82    |       |
| 11. April | Horst Peschel                                   | deutscher Geodät und Hochschullehrer                                                                            | 79    |       |
| 11. April | John W. Wall                                    | britischer Schriftsteller und Diplomat                                                                          | 78    |       |
| 12. April | Herbert Bednorz                                 | katholischer Bischof                                                                                            | 80    |       |
| 12. April | Ursula Gräfin von Brockdorff                    | deutsche Politikerin (CDU), Sozialministerin Schleswig-Holstein                                                 | 53    |       |
| 12. April | Willibald Demmel                                | deutscher Maler                                                                                                 | 74    |       |
| 12. April | Edi Finger                                      | österreichischer Sportjournalist, Fußball- und Sportkommentator                                                 | 65    |       |
| 12. April | Abbie Hoffman                                   | US-amerikanischer Sozial-Aktivist                                                                               | 52    |       |
| 12. April | Antonio Porta                                   | italienischer Schriftsteller                                                                                    | 53    |       |
| 12. April | Sugar Ray Robinson                              | US-amerikanischer Boxer                                                                                         | 67    |       |
| 12. April | Tilda Thamar                                    | argentinische Schauspielerin                                                                                    | 67    |       |
| 13. April | Paul Cheikho                                    | irakischer Geistlicher, Patriarch von Babylon der chaldäisch-katholischen Kirche                                | 82    |       |
| 13. April | Erich Herrmann                                  | deutscher Feldhandballspieler                                                                                   | 74    |       |
| 13. April | Terry Miller                                    | US-amerikanischer Politiker                                                                                     | 46    |       |
| 13. April | Tor Nilsson                                     | schwedischer Ringer                                                                                             | 70    |       |
| 13. April | Bill Putnam                                     | US-amerikanischer Musikproduzent                                                                                |       |       |
| 13. April | Jacques Schedler                                | Schweizer Maler, Zeichner und Grafiker                                                                          | 61    |       |
| 13. April | Arnold Scheibe                                  | deutscher Agrikulturbotaniker, Pflanzenzüchter und Pflanzenbauwissenschaftler                                   | 87    |       |
| 13. April | Gilbert Scodeller                               | französischer Radrennfahrer                                                                                     | 57    |       |
| 14. April | Celso Ferreira da Cunha                         | brasilianischer Romanist, Lusitanist, Mediävist und Grammatiker                                                 | 71    |       |
| 14. April | Valdemar Laursen                                | dänischer Fußballspieler und Fußballschiedsrichter                                                              | 88    |       |
| 14. April | Carl Schlieper                                  | deutscher Zoologe                                                                                               | 85    |       |
| 14. April | Milly Schmidt                                   | deutsche LDPD-Funktionär, MdV                                                                                   | 84    |       |
| 14. April | Endre Székely                                   | ungarischer Komponist                                                                                           | 77    |       |
| 14. April | Jean Wauters                                    | belgischer Radrennfahrer                                                                                        | 82    |       |
| 15. April | Michael Evenari                                 | deutsch-israelischer Botaniker                                                                                  | 84    |       |
| 15. April | Federico Gay                                    | italienischer Radrennfahrer                                                                                     | 92    |       |
| 15. April | Hu Yaobang                                      | chinesischer Politiker                                                                                          | 73    |       |
| 15. April | Ante Kaštelančić                                | jugoslawischer Maler, Grafiker und Kunsterzieher                                                                | 77    |       |
| 15. April | Bernard-Marie Koltès                            | französischer Dramatiker und Theaterregisseur                                                                   | 41    |       |
| 15. April | Martin Rode                                     | dänischer Schauspieler                                                                                          | 27    |       |
| 15. April | Karl Tyroller                                   | deutscher Kunstpädagoge, Künstler und Forscher                                                                  | 75    |       |
| 15. April | Charles Vanel                                   | französischer Schauspieler und Regisseur                                                                        | 96    |       |
| 16. April | Jocko Conlan                                    | US-amerikanischer Baseballspieler und -schiedsrichter                                                           | 89    |       |
| 16. April | Reinmar Cunis                                   | deutscher Soziologe, Journalist und Autor von Science-Fiction-Romanen                                           | 55    |       |
| 16. April | Dina Cymbalist                                  | deutsch-russische Malerin                                                                                       | 82    |       |
| 16. April | Meta Deutsch                                    | deutsche Grafikerin und Plexiglasradiererin                                                                     | 98    |       |
| 16. April | Harald Edelstam                                 | schwedischer Diplomat                                                                                           | 76    |       |
| 16. April | Wilhelm Ehmann                                  | deutscher Musikwissenschaftler und Kirchenmusiker                                                               | 84    |       |
| 16. April | Katia Granoff                                   | französische Galeristin, Dichterin und Übersetzerin                                                             | 93    |       |
| 16. April | Ishikawa Kaoru                                  | japanischer Chemiker, entwickelte Ishikawa-Diagramm                                                             |       |       |
| 16. April | Suzanne Lalique-Haviland                        | französische Malerin, Designerin und Kostümbildnerin                                                            | 96    |       |
| 16. April | Genia Quittner                                  | österreichische Kommunistin                                                                                     | 82    |       |
| 16. April | Clemens Schäfer                                 | deutscher Politiker der CDU                                                                                     | 69    |       |
| 16. April | Wilhelm Vogel                                   | deutscher Widerstandskämpfer gegen den Nationalsozialismus                                                      | 90    |       |
| 16. April | Phillip Hart Weaver                             | US-amerikanischer Politiker                                                                                     | 70    |       |
| 16. April | Hakkı Yeten                                     | türkischer Fußballspieler, -trainer und -funktionär                                                             | 78    |       |
| 17. April | Wilhelm Adam                                    | deutscher Landrat                                                                                               | 82    |       |
| 17. April | Adolfo Simões Müller                            | portugiesischer Schriftsteller, Journalist und Kulturfunktionär deutscher Abstammung                            | 79    |       |
| 17. April | Almar von Wistinghausen                         | deutsch-baltischer Adliger und Landwirt                                                                         | 85    |       |
| 18. April | Adil Atan                                       | türkischer Ringer im Freistil                                                                                   | 60    |       |
| 18. April | Hilde Benjamin                                  | deutsche Politikerin (SED), MdV, Justizministerin der DDR                                                       | 87    |       |
| 18. April | Alexander Barrett Klots                         | US-amerikanischer Entomologe, Lepidopterologe und Sachbuchautor                                                 | 85    |       |
| 18. April | August Karl Stöger                              | österreichischer Kinder- und Jugendbuchautor                                                                    | 84    |       |
| 19. April | Ferdinand aus der Fünten                        | deutscher Leiter der Zentralstelle für jüdische Auswanderung in Amsterdam im Dritten Reich                      | 79    |       |
| 19. April | René Kaech                                      | Schweizer Arzt und Schriftsteller                                                                               | 80    |       |
| 19. April | Alain Lerond                                    | französischer Romanist, Linguist, Dialektologe, Phonetiker und Mediävist                                        |       |       |
| 19. April | Daphne du Maurier                               | britische Schriftstellerin                                                                                      | 81    |       |
| 20. April | Len Duns                                        | englischer Fußballspieler                                                                                       | 72    |       |
| 20. April | Johan Eichfeld                                  | estnisch-sowjetischer Agrarwissenschaftler und Pflanzenzüchter                                                  | 96    |       |
| 20. April | Hatta Uichirō                                   | japanischer Fußballspieler                                                                                      | 85    |       |
| 20. April | Franz Ruffing                                   | deutscher Maler und Grafiker                                                                                    | 76    |       |
| 21. April | Jón Gunnar Árnason                              | isländischer Bildhauer                                                                                          | 57    |       |
| 21. April | James Kirkwood Jr.                              | US-amerikanischer Theaterautor und Dramaturg                                                                    | 64    |       |
| 21. April | Horst Michel                                    | deutscher Industriedesigner und Hochschullehrer an der Bauhaus-Universität Weimar                               | 84    |       |
| 21. April | Paul Mitchell                                   | US-amerikanischer Friseur                                                                                       | 53    |       |
| 22. April | Maria Bielicka                                  | polnische Sängerin, Schauspielerin und Holocaustüberlebende                                                     | 79    |       |
| 22. April | György Kulin                                    | ungarischer Astronom                                                                                            | 84    |       |
| 22. April | Siegfried Ruff                                  | deutscher Luftwaffenmediziner, KZ-Arzt, Hochschullehrer                                                         | 82    |       |
| 22. April | Horst Schmitt                                   | deutscher Politiker (SEW) und SED-Funktionär                                                                    | 63    |       |
| 22. April | Emilio Segrè                                    | US-amerikanischer Physiker                                                                                      | 84    |       |
| 22. April | Helmut R. Wagner                                | US-amerikanischer Soziologe                                                                                     | 84    |       |
| 22. April | Eberhard Ludwig Wittmer                         | deutscher Komponist                                                                                             | 84    |       |
| 23. April | Marc Daniels                                    | amerikanischer Filmregisseur, Filmproduzent und Drehbuchautor                                                   | 77    |       |
| 23. April | Hamani Diori                                    | erster Präsident Nigers (1960–1974)                                                                             | 72    |       |
| 23. April | Hu Die                                          | chinesische Schauspielerin                                                                                      |       |       |
| 23. April | Kurt Jung                                       | deutscher Politiker (FDP), MdB, MdEP                                                                            | 64    |       |
| 23. April | Bojan Postružnik                                | jugoslawischer Bogenschütze                                                                                     | 36    |       |
| 23. April | Harry Bolton Seed                               | britischer Bauingenieur                                                                                         | 66    |       |
| 23. April | Elmar Tophoven                                  | deutscher literarischer Übersetzer                                                                              | 66    |       |
| 24. April | Franz Binder                                    | österreichischer Fußballspieler                                                                                 | 77    |       |
| 24. April | Max Eisinger                                    | deutscher Schachspieler                                                                                         | 79    |       |
| 24. April | Clyde Geronimi                                  | italienisch-amerikanischer Zeichner und Zeichentrickfilm-Regisseur                                              | 87    |       |
| 24. April | Georg Grebenstein                               | deutscher Heimatforscher                                                                                        | 78    |       |
| 24. April | Roland Harper                                   | britischer Hürdenläufer                                                                                         | 82    |       |
| 24. April | Imre Hódos                                      | ungarischer Ringer                                                                                              | 61    |       |
| 24. April | Federico Saiz                                   | spanischer Fußballspieler und -trainer                                                                          | 76    |       |
| 24. April | Edgar Sanabria                                  | venezolanischer Politiker und Diplomat, Staatspräsident (1958–1959)                                             | 77    |       |
| 24. April | Otto Zerlik                                     | deutscher Schriftsteller, Mundartdichter, Herausgeber und Volkskundler                                          | 82    |       |
| 25. April | Delores Boeckmann                               | US-amerikanische Leichtathletin                                                                                 | 82    |       |
| 25. April | Józef Ciechan                                   | polnischer Bildhauer                                                                                            | 81    |       |
| 25. April | George Coulouris                                | britischer Schauspieler                                                                                         | 85    |       |
| 25. April | Peter Klassen                                   | deutscher Diplomat                                                                                              | 85    |       |
| 25. April | Herbert Krüger                                  | deutscher Jurist                                                                                                | 83    |       |
| 25. April | Richard Maatz                                   | deutscher Chirurg                                                                                               | 83    |       |
| 25. April | Michael J. Moravcsik                            | US-amerikanischer Physiker und Informationswissenschaftler                                                      | 60    |       |
| 25. April | Kurt Pentzlin                                   | deutscher Wirtschaftswissenschaftler, Politiker und Ingenieur, Sachbuchautor und Herausgeber, Pionier der Ra... | 86    |       |
| 26. April | Lucille Ball                                    | US-amerikanische Schauspielerin                                                                                 | 77    |       |
| 26. April | Michele Cecchini                                | italienischer Geistlicher, römisch-katholischer Erzbischof und vatikanischer Diplomat                           | 69    |       |
| 26. April | Judith Dornys                                   | kanadische Schauspielerin                                                                                       | 48    |       |
| 26. April | Heinz Drache                                    | deutscher Maler und Grafiker                                                                                    | 60    |       |
| 26. April | Robert Gysae                                    | deutscher Marineoffizier, zuletzt Flottenadmiral der Bundesmarine                                               | 78    |       |
| 26. April | Walter Leschetizky                              | österreichischer Komponist, Orchesterleiter und Arrangeur                                                       | 79    |       |
| 27. April | Leopold Buczkowski                              | polnischer Schriftsteller, Maler und Grafiker                                                                   | 83    |       |
| 27. April | Marcel J. E. Golay                              | Schweizer Elektroingenieur                                                                                      | 86    |       |
| 27. April | Matsushita Kōnosuke                             | japanischer Industrieller                                                                                       | 94    |       |
| 27. April | Julia Frances Smith                             | US-amerikanische Komponistin und Pianistin                                                                      | 84    |       |
| 28. April | Jack Cummings                                   | US-amerikanischer Filmproduzent                                                                                 | 89    |       |
| 28. April | Géza von Cziffra                                | ungarischer Filmregisseur und Drehbuchautor                                                                     | 88    |       |
| 28. April | Raúl Sendic                                     | uruguayischer Guerilla-Führer und Politiker                                                                     | 64    |       |
| 28. April | Ralph H. Wetmore                                | US-amerikanischer Botaniker                                                                                     | 97    |       |
| 28. April | Roy Lee Williams                                | US-amerikanischer Gewerkschaftsführer                                                                           | 74    |       |
| 29. April | Eric Berthoud                                   | britischer Industrieller und Diplomat                                                                           | 88    |       |
| 29. April | Marlene Elejarde                                | kubanische Leichtathletin                                                                                       | 37    |       |
| 29. April | Pierre Lewden                                   | französischer Hochspringer                                                                                      | 88    |       |
| 29. April | Marianne Supplieth                              | deutsche Dokumentarfilm-Regisseurin                                                                             | 59    |       |
| 30. April | Nelson Dalzell                                  | neuseeländischer Rugby-Union-Spieler                                                                            | 68    |       |
| 30. April | Gottfried Köthe                                 | österreichischer Mathematiker                                                                                   | 83    |       |
| 30. April | Sergio Leone                                    | italienischer Filmregisseur                                                                                     | 60    |       |
| 30. April | Georg Wilhelm Müller                            | deutscher nationalsozialistischer Studentenführer, Propagandist und SS-Oberführer                               | 79    |       |
| 30. April | Harriet Serr                                    | US-amerikanische Pianistin und Musikpädagogin                                                                   |       |       |
| April     | Jack Ruby                                       | jamaikanischer Musikproduzent                                                                                   |       |       |

## Juni
| Tag      | Name                                  | Beruf, bekannt als                                                                                           | Alter | Beleg |
| -------- | ------------------------------------- | --- | ----- | ----- |
| 1. Juni  | Paavo Aitio                           | finnischer Politiker                                                                                         | 70    |       |
| 1. Juni  | Irena Dubiska                         | polnische Geigerin und Musikpädagogin                                                                        | 89    |       |
| 1. Juni  | Andreas Matthias Hofer                | deutscher Politiker (GB/BHE, GDP), MdL                                                                       | 82    |       |
| 1. Juni  | Peter Köck                            | österreichischer Dichter                                                                                     | 39    |       |
| 1. Juni  | Uno Lamm                              | schwedischer Elektroingenieur                                                                                | 85    |       |
| 1. Juni  | Aurelio Lampredi                      | italienischer Konstrukteur                                                                                   | 71    |       |
| 1. Juni  | Alexis Lichine                        | US-amerikanischer Weinhändler und Sachbuchautor                                                              |       |       |
| 1. Juni  | Edward James McShane                  | US-amerikanischer Mathematiker                                                                               | 85    |       |
| 1. Juni  | Folke Truedsson                       | schwedischer Bildhauer, Maler und Zeichner                                                                   | 76    |       |
| 2. Juni  | Guido Agosti                          | italienischer Pianist                                                                                        | 87    |       |
| 2. Juni  | Ted a’Beckett                         | australischer Cricketspieler                                                                                 | 81    |       |
| 2. Juni  | Klaus Gamber                          | deutscher Priester und Liturgiewissenschaftler                                                               | 70    |       |
| 2. Juni  | Alfred Winslow Jones                  | US-amerikanischer Hedgefondsgründer                                                                          | 88    |       |
| 2. Juni  | Eugen Klaussner                       | deutscher Unternehmer                                                                                        | 82    |       |
| 3. Juni  | Jack Belden                           | US-amerikanischer Kriegskorrespondent und Schriftsteller                                                     | 79    |       |
| 3. Juni  | Ruhollah Chomeini                     | schiitischer Geistlicher, politischer und spiritueller Führer der islamischen Revolution im Iran (1978–1979) | ~87   |       |
| 3. Juni  | Omer De Bruycker                      | belgischer Radrennfahrer                                                                                     | 83    |       |
| 3. Juni  | Ernst Geissler                        | deutsch-amerikanischer Ingenieur und Raumfahrtpionier                                                        | 73    |       |
| 3. Juni  | Fritz Zopfi                           | Schweizer Journalist und Ortsnamenforscher                                                                   | 78    |       |
| 4. Juni  | Dik Browne                            | US-amerikanischer Comiczeichner                                                                              | 71    |       |
| 4. Juni  | Hans Kals                             | deutscher Wirtschaftswissenschaftler, Schriftsteller, Mundartdichter                                         | 61    |       |
| 4. Juni  | Václav Kašlík                         | tschechischer Opern- und Fernsehregisseur, Komponist und Dirigent                                            | 71    |       |
| 4. Juni  | Ingeborg Kleinert                     | deutsche Juristin und Politikerin (SPD), MdB                                                                 | 62    |       |
| 4. Juni  | Martin Pichert                        | deutscher Filmproduktionsleiter und Filmproduzent                                                            | 92    |       |
| 4. Juni  | Richard Rive                          | südafrikanischer Schriftsteller                                                                              |       |       |
| 5. Juni  | Walter Albath                         | deutscher Jurist, SS-Führer und Beamter der Gestapo                                                          | 84    |       |
| 5. Juni  | Maurice Philippe                      | britischer Konstrukteur                                                                                      | 57    |       |
| 5. Juni  | Jean Rychner                          | Schweizer Romanist und Mediävist                                                                             | 73    |       |
| 5. Juni  | Karl Winnacker                        | deutscher Hochschullehrer und Wirtschaftsführer                                                              | 85    |       |
| 6. Juni  | David Allan                           | australischer Radrennfahrer                                                                                  | 38    |       |
| 6. Juni  | Hans Jaenisch                         | deutscher Maler und Professor der Bildenden Künste                                                           | 82    |       |
| 6. Juni  | Reinhard Jaspert                      | deutscher Verleger                                                                                           | 84    |       |
| 6. Juni  | Richard Kahn                          | britischer Ökonom                                                                                            | 83    |       |
| 6. Juni  | Kitagawa Tamiji                       | japanischer Künstler                                                                                         | 94    |       |
| 6. Juni  | Johannes Pietzonka                    | deutscher Lehrer und Heimatforscher                                                                          | 84    |       |
| 6. Juni  | Frederic Prokosch                     | US-amerikanischer Romancier                                                                                  | 81    |       |
| 6. Juni  | Einar Fróvin Waag                     | färöischer Braumeister, Unternehmer (Föroya Bjór) und Politiker der Sozialdemokraten (Javnaðarflokkurin)     | 94    |       |
| 6. Juni  | Steffen Zacharias                     | griechischer Schauspieler                                                                                    | 62    |       |
| 6. Juni  | Johannes Zentner                      | Schweizer Komponist                                                                                          | 86    |       |
| 7. Juni  | Spartaco Conversi                     | italienischer Schauspieler                                                                                   | 72    |       |
| 7. Juni  | Jorge Córdova                         | chilenischer Fußballspieler                                                                                  | 76    |       |
| 07. Juni | James Cristy                          | US-amerikanischer Schwimmer                                                                                  | 76    |       |
| 7. Juni  | Ruud Degenaar                         | niederländisch-surinamischer Fußballspieler                                                                  | 25    |       |
| 7. Juni  | Lloyd Doesburg                        | surinamisch-niederländischer Fußballtorhüter                                                                 | 29    |       |
| 7. Juni  | Steve van Dorpel                      | niederländischer Fußballspieler                                                                              | 23    |       |
| 7. Juni  | Wendel Fräser                         | surinamisch-niederländischer Fußballspieler                                                                  | 22    |       |
| 7. Juni  | Albert Gilles                         | deutscher Landrat im Kreis Bitburg und im Landkreis Cochem                                                   | 94    |       |
| 7. Juni  | Wilhelm Grunwald                      | deutscher Mathematiker und Bibliotheksdirektor                                                               | 79    |       |
| 7. Juni  | William McLean Hamilton               | kanadischer Politiker                                                                                        | 70    |       |
| 7. Juni  | Andro Knel                            | niederländischer Fußballspieler                                                                              | 21    |       |
| 7. Juni  | Ruben Kogeldans                       | niederländisch-surinamischer Fußballspieler                                                                  | 22    |       |
| 7. Juni  | Chico Landi                           | brasilianischer Formel-1-Rennfahrer                                                                          | 81    |       |
| 7. Juni  | Nara Leão                             | brasilianische Bossa-Nova- und MPB-Sängerin                                                                  | 47    |       |
| 7. Juni  | Paulo Leminski                        | brasilianischer Schriftsteller                                                                               | 44    |       |
| 7. Juni  | Hans Franz Neubauer                   | deutsch-österreichischer Botaniker und Hochschullehrer                                                       | 78    |       |
| 7. Juni  | Fred Patrick                          | surinamisch-niederländischer Fußballspieler                                                                  | 23    |       |
| 7. Juni  | Andy Scharmin                         | niederländischer Fußballspieler                                                                              | 21    |       |
| 7. Juni  | Erich Schröder                        | deutscher Polizeibeamter                                                                                     | 86    |       |
| 8. Juni  | Claude Longeon                        | französischer Romanist und Hochschullehrer                                                                   | 48    |       |
| 8. Juni  | Egon Müller                           | österreichischer Veterinär                                                                                   | 77    |       |
| 8. Juni  | Heinrich Riedel                       | deutscher Theologe, Pfarrer (evangelisch) und Senator (Bayern)                                               | 86    |       |
| 8. Juni  | Albert Spaggiari                      | französischer Einbrecher                                                                                     | 56    |       |
| 9. Juni  | George Wells Beadle                   | US-amerikanischer Biologe                                                                                    | 85    |       |
| 9. Juni  | Rashid Behbudov                       | aserbaidschanischer Opernsänger und Schauspieler                                                             | 73    |       |
| 9. Juni  | Willy Frank                           | deutscher Ingenieur und Zahnarzt, verurteilter NS-Täter                                                      | 86    |       |
| 9. Juni  | Wladimir Afanassjewitsch Kassatonow   | sowjetischer Flottenadmiral                                                                                  | 78    |       |
| 9. Juni  | Fritz H. Lauten                       | deutscher Künstler und Glasmaler                                                                             | 54    |       |
| 9. Juni  | Leo Lickes                            | deutscher Leichtathlet                                                                                       | 62    |       |
| 9. Juni  | Piet Lieftinck                        | niederländischer Politiker, Wirtschaftswissenschaftler und Hochschullehrer                                   | 86    |       |
| 9. Juni  | Ljubomir Romansky                     | deutscher Dirigent bulgarischer Herkunft                                                                     | 77    |       |
| 9. Juni  | Wolfdietrich Schnurre                 | deutscher Schriftsteller                                                                                     | 68    |       |
| 10. Juni | Klaus Bockmühl                        | deutscher evangelikaler Theologe                                                                             | 58    |       |
| 10. Juni | Juan Bustillo Oro                     | mexikanischer Regisseur, Produzent, Filmeditor und Drehbuchautor                                             | 85    |       |
| 10. Juni | James Cowan Greenway                  | US-amerikanischer Ornithologe und Museumskurator                                                             | 86    |       |
| 10. Juni | José Antonio Méndez                   | kubanischer Komponist, Gitarrist und Sänger                                                                  | 61    |       |
| 10. Juni | Richard Quine                         | US-amerikanischer Schauspieler, Drehbuchautor, Komponist, Produzent und Filmregisseur                        | 68    |       |
| 10. Juni | Ludwig Schweizer                      | deutscher Architekt und Baubeamter                                                                           | 78    |       |
| 11. Juni | Conrad Baden                          | norwegischer Komponist und Organist                                                                          | 80    |       |
| 11. Juni | Hans Jürgen Geerdts                   | deutscher Literaturwissenschaftler und Schriftsteller                                                        | 67    |       |
| 11. Juni | Jörg Auf der Heyde                    | deutscher Jurist und Fußballfunktionär                                                                       | 54    |       |
| 11. Juni | Egon Komorzynski                      | österreichischer Ägyptologe                                                                                  | 78    |       |
| 11. Juni | Walter Wagner                         | österreichischer Historiker                                                                                  | 66    |       |
| 11. Juni | Ferdinand Alois von Westphalen        | österreichischer Nationalökonom                                                                              | 90    |       |
| 12. Juni | Vivian Carter                         | US-amerikanische Labelbetreiberin und Radio-DJ                                                               | 68    |       |
| 12. Juni | Ernst Emsheimer                       | schwedischer Musikwissenschaftler                                                                            | 85    |       |
| 12. Juni | Lou Monte                             | US-amerikanischer Popsänger                                                                                  | 72    |       |
| 12. Juni | Robert Rollwage                       | deutscher Politiker (CDU), MdL                                                                               | 76    |       |
| 12. Juni | Kōichi Toyosaki                       | japanischer Frankoromanist                                                                                   | 53    |       |
| 13. Juni | Fritz Brustat-Naval                   | deutscher Kapitän, Journalist, Filmemacher und Autor                                                         | 81    |       |
| 13. Juni | Urs Bürgi                             | Schweizer Politiker (CVP)                                                                                    | 79    |       |
| 13. Juni | Martin Müller                         | österreichischer Politiker                                                                                   | 74    |       |
| 13. Juni | Eduard Päll                           | estnischer Literaturwissenschaftler, Sprachwissenschaftler, Schriftsteller und Parteifunktionär              | 85    |       |
| 13. Juni | Günther Rienäcker                     | deutscher Chemiker und Politiker (SPD, SED), MdV                                                             | 85    |       |
| 13. Juni | Erich Streuber                        | deutscher Künstler                                                                                           | 94    |       |
| 13. Juni | Albert Vierling                       | deutscher Maschinenbauingenieur und Rektor der Technischen Hochschule Hannover                               | 89    |       |
| 14. Juni | Christopher Bernau                    | US-amerikanischer Schauspieler                                                                               | 49    |       |
| 14. Juni | William Storrs Cole                   | US-amerikanischer Paläontologe und Geologe                                                                   | 86    |       |
| 14. Juni | Gerlinde Döberl                       | österreichische Schauspielerin                                                                               | 37    |       |
| 14. Juni | Ottomar Domnick                       | deutscher Kunstsammler, Mediziner und Autor                                                                  | 82    |       |
| 14. Juni | Joseph-Albert Malula                  | kongolesischer Geistlicher, Erzbischof von Kinshasa und Kardinal                                             | 71    |       |
| 14. Juni | Scott Ross                            | US-amerikanischer Cembalist                                                                                  | 38    |       |
| 14. Juni | Kurt Roth                             | deutscher Diplomat, Botschafter der DDR                                                                      | 57    |       |
| 14. Juni | Wei Guoqing                           | chinesischer Offizier im Generalsrang und Funktionär der KP Chinas                                           | 75    |       |
| 15. Juni | John Henry Barnes                     | US-amerikanischer Prediger, Gründer der Royal Rangers                                                        | 61    |       |
| 15. Juni | Maurice Bellemare                     | kanadischer Politiker (Québec)                                                                               | 77    |       |
| 15. Juni | Victor French                         | US-amerikanischer Schauspieler und Regisseur                                                                 | 54    |       |
| 15. Juni | Otto Gerdes                           | deutscher Dirigent und Musikproduzent                                                                        | 69    |       |
| 16. Juni | Celia Lynch                           | irische Politikerin                                                                                          | 81    |       |
| 15. Juni | Ray McAnally                          | irischer Schauspieler                                                                                        | 63    |       |
| 15. Juni | Ernest John Primeau                   | US-amerikanischer Geistlicher, Bischof von Manchester                                                        | 79    |       |
| 15. Juni | Karl Raute                            | deutscher Politiker (SPD), MdL                                                                               | 78    |       |
| 15. Juni | Alois Ricceri                         | italienischer Salesianer Don Boscos, Generalobere der Kongregation (1965–1977)                               | 88    |       |
| 15. Juni | Arpád Tesár                           | slowakischer Bauingenieur                                                                                    | 70    |       |
| 16. Juni | Miloslav Bednařík                     | tschechoslowakischer Sportschütze                                                                            | 24    |       |
| 16. Juni | José Joaquín Bernal y García Pimentel | mexikanischer Botschafter                                                                                    |       |       |
| 16. Juni | Manuel Plá Cocco                      | dominikanischer Flötist, Geiger, Cellist, Musikpädagoge und Komponist                                        | 78    |       |
| 16. Juni | Antonio Corsano                       | italienischer Philosoph                                                                                      | 90    |       |
| 16. Juni | Igor Iwanowitsch Fomin                | sowjetischer Architekt und Hochschullehrer                                                                   | 85    |       |
| 16. Juni | Arthur Häggblad                       | schwedischer Skilangläufer                                                                                   | 81    |       |
| 16. Juni | Wolfram Huschens                      | deutscher Künstler                                                                                           | 68    |       |
| 16. Juni | Bob Lockwood                          | US-amerikanischer Entertainer und Frauenimitator                                                             | 36    |       |
| 16. Juni | Jerzy Pniewski                        | polnischer Experimentalphysiker                                                                              | 76    |       |
| 16. Juni | Franz Josef Michael Winzenried        | deutscher Psychiater und Neurologe                                                                           | 65    |       |
| 16. Juni | Willy Zielke                          | deutscher Regisseur, Kameramann, Filmeditor und Produzent                                                    | 86    |       |
| 17. Juni | S. David Griggs                       | US-amerikanischer Astronaut                                                                                  | 49    |       |
| 17. Juni | John Matuszak                         | US-amerikanischer Football-Spieler und Schauspieler                                                          | 38    |       |
| 17. Juni | Fritz Schwarzbeck                     | deutscher Bildhauer                                                                                          | 86    |       |
| 17. Juni | Erika Sulzmann                        | deutsche Ethnologin                                                                                          | 78    |       |
| 18. Juni | Ennio Balbo                           | italienischer Schauspieler                                                                                   | 67    |       |
| 18. Juni | George C. Pimentel                    | US-amerikanischer Chemiker                                                                                   | 67    |       |
| 18. Juni | I. F. Stone                           | amerikanischer Investigativjournalist                                                                        | 81    |       |
| 18. Juni | Johannes Winkler                      | deutscher Dirigent                                                                                           | 39    |       |
| 19. Juni | Dieter Aderhold                       | deutscher Politikwissenschaftler, Hochschullehrer und Politiker (SPD)                                        | 49    |       |
| 19. Juni | Betti Alver                           | estnische Dichterin und Schriftstellerin                                                                     | 82    |       |
| 19. Juni | Gerhard Glombek                       | deutscher Biologe und Hochschullehrer                                                                        | 67    |       |
| 19. Juni | Paul van Herck                        | belgischer Science-Fiction-Autor                                                                             | 51    |       |
| 19. Juni | Walter Hulverscheidt                  | deutscher Forstmann und Autor                                                                                | 89    |       |
| 19. Juni | Pat Parker                            | US-amerikanische feministische Dichterin                                                                     | 45    |       |
| 19. Juni | Andrei Wassiljewitsch Prokofjew       | sowjetischer Hürdenläufer und Sprinter                                                                       | 30    |       |
| 19. Juni | Otto Zahn                             | deutscher Politiker (SPD), Journalist, Bürgermeister der Stadt Mainz                                         | 83    |       |
| 20. Juni | Hilmar Baunsgaard                     | dänischer Ministerpräsident (Det Radikale Venstre"), Mitglied des Folketing                                  | 69    |       |
| 20. Juni | Hans Conzelmann                       | deutscher evangelischer Theologe, Neutestamentler                                                            | 73    |       |
| 20. Juni | Dona Drake                            | US-amerikanische Schauspielerin                                                                              | 74    |       |
| 20. Juni | Otto Kässbohrer                       | deutscher Unternehmer und Fahrzeugkonstrukteur                                                               | 85    |       |
| 20. Juni | Calogero Lauricella                   | römisch-katholischer Bischof von Syrakus                                                                     | 70    |       |
| 21. Juni | Theodor Ahrenberg                     | schwedischer Unternehmer und Kunstsammler                                                                    | 77    |       |
| 21. Juni | Lee Calhoun                           | US-amerikanischer Leichtathlet                                                                               | 56    |       |
| 21. Juni | Paul Doktor                           | österreichisch-amerikanischer Violinist und Dirigent                                                         | 72    |       |
| 21. Juni | Heinrich Harry Deierling              | deutscher Maler                                                                                              | 94    |       |
| 21. Juni | Andrés Holguín                        | kolumbianischer Lyriker, Übersetzer und Literaturkritiker                                                    |       |       |
| 21. Juni | Józef Kapiak                          | polnischer Radrennfahrer                                                                                     | 74    |       |
| 21. Juni | Alberto Marino                        | argentinischer Tangosänger und -komponist                                                                    | 66    |       |
| 21. Juni | Bjørn Skaare                          | norwegischer Eishockeyspieler                                                                                | 30    |       |
| 21. Juni | Ladislaus Varady                      | ungarischer Dirigent und Komponist, Professor am Konservatorium in Wien                                      | 82    |       |
| 21. Juni | Fritz Wanner                          | deutscher Verwaltungsjurist                                                                                  | 92    |       |
| 22. Juni | Anton Dermota                         | jugoslawischer Opernsänger (lyrischer Tenor) mit Hauptwohnsitz in Wien                                       | 79    |       |
| 22. Juni | Robert Körner                         | österreichischer Fußballspieler und -trainer                                                                 | 64    |       |
| 22. Juni | Henri Sauguet                         | französischer Komponist                                                                                      | 88    |       |
| 22. Juni | Karl Schön                            | deutscher Politiker (CSU), MdL                                                                               | 57    |       |
| 22. Juni | Isaac Starr                           | US-amerikanischer Physiologe und Pharmakologe                                                                | 94    |       |
| 22. Juni | Horst Weigt                           | deutscher Parteifunktionär (SED)                                                                             | 64    |       |
| 23. Juni | Michel Aflaq                          | arabischer Politiker und Mitbegründer der Ba'ath-Partei                                                      |       |       |
| 23. Juni | Werner Best                           | deutscher Jurist, Polizeichef, SS-Obergruppenführer und Politiker (NSDAP)                                    | 85    |       |
| 23. Juni | Friedrich Hacker                      | österreichisch-amerikanischer Psychiater, Psychoanalytiker und Aggressionsforscher                           | 75    |       |
| 23. Juni | Franz Höppner                         | deutscher Politiker (SED) und Funktionär                                                                     | 83    |       |
| 23. Juni | Timothy Manning                       | US-amerikanischer Geistlicher, Kardinal und Erzbischof von Los Angeles                                       | 79    |       |
| 23. Juni | Alberto Nani                          | argentinischer Ichthyologe                                                                                   | 76    |       |
| 23. Juni | Arne Tuft                             | norwegischer Skilangläufer                                                                                   | 78    |       |
| 24. Juni | Otto Eisenburger                      | deutscher Kapellmeister, Generalmusikdirektor und Kantor                                                     | 80    |       |
| 24. Juni | Albinia Jones                         | US-amerikanische Jazzsängerin                                                                                | 74    |       |
| 24. Juni | Russell Meiggs                        | britischer Althistoriker                                                                                     | 86    |       |
| 24. Juni | Rudolf Mulch                          | deutscher Linguist, Dialektologe und Lexikograf                                                              | 81    |       |
| 24. Juni | Ghulam Raziq                          | pakistanischer Hürdenläufer und Sprinter                                                                     | 56    |       |
| 24. Juni | Sidse Werner                          | dänische Architektin und Industriedesignerin                                                                 | 57    |       |
| 25. Juni | Ludwig Aulbach                        | deutscher Journalist und Chefredakteur                                                                       | 74    |       |
| 25. Juni | Franz Hartmann                        | deutscher Maler und Hochschullehrer                                                                          | 82    |       |
| 25. Juni | Blanche Christine Olschak             | Schweizer Sozialwissenschaftlerin und Tibetologin                                                            | 75    |       |
| 25. Juni | Jimmy Patton                          | US-amerikanischer Country- und Rockabilly-Musiker                                                            | 57    |       |
| 25. Juni | Jean-Marie Raimbaud MAfr              | französischer Ordensgeistlicher und römisch-katholischer Bischof von Laghouat                                | 64    |       |
| 25. Juni | Udo Wegner                            | deutscher Mathematiker                                                                                       | 87    |       |
| 25. Juni | Gottfried Wolters                     | deutscher Chorleiter und Komponist                                                                           | 79    |       |
| 26. Juni | Howard Charles Green                  | kanadischer Rechtsanwalt und Politiker                                                                       | 93    |       |
| 26. Juni | Thorkil Kristensen                    | dänischer Politiker (Venstre), Mitglied des Folketing                                                        | 89    |       |
| 26. Juni | Inger Stender                         | dänische Schauspielerin                                                                                      | 77    |       |
| 27. Juni | Alfred Jules Ayer                     | britischer Philosoph und Logiker                                                                             | 78    |       |
| 27. Juni | Eyvind Bastholm                       | dänischer Medizinhistoriker                                                                                  | 84    |       |
| 27. Juni | Fritz Bleiweiß                        | deutscher Leichtathlet                                                                                       | 77    |       |
| 27. Juni | Jack Buetel                           | US-amerikanischer Schauspieler                                                                               | 73    |       |
| 27. Juni | Michele Lupo                          | italienischer Filmregisseur                                                                                  | 56    |       |
| 27. Juni | Arvi Pikkusaari                       | finnischer Ringer                                                                                            | 80    |       |
| 27. Juni | Elliott Thorpe                        | US-amerikanischer General                                                                                    | 91    |       |
| 28. Juni | Friedrich von Balluseck               | deutscher Kreishauptmann von Jędrzejów                                                                       | 80    |       |
| 28. Juni | Joris Ivens                           | holländischer Dokumentarfilmmacher                                                                           | 90    |       |
| 28. Juni | Heinz Kammer                          | deutscher Schauspieler                                                                                       | 73    |       |
| 28. Juni | Julius Klee                           | deutscher Schauspieler                                                                                       | 89    |       |
| 28. Juni | Alfredo Sadel                         | venezolanischer Sänger und Schauspieler                                                                      | 59    |       |
| 29. Juni | Juan Vicente Chiarino                 | uruguayischer Politiker                                                                                      | 87    |       |
| 29. Juni | Gerhard Hoehme                        | deutscher Maler und Grafiker                                                                                 | 69    |       |
| 29. Juni | Oskar Nowak                           | österreichischer Eishockeyspieler                                                                            | 76    |       |
| 29. Juni | Gerhard Pfefferkorn                   | deutscher Physiker                                                                                           | 76    |       |
| 30. Juni | René Helg                             | Schweizer Politiker (LPS)                                                                                    | 72    |       |
| 30. Juni | Wilhelm Mohr                          | deutscher Komponist                                                                                          | 85    |       |
| Juni     | John Robinson                         | englischer Fußballspieler                                                                                    | 76    |       |